# Willard White
Willard Wentworth White (Kingston, Jamaica, 10 de octubre de 1946) es un bajo-barítono británico, nacido en Jamaica.
Nació en una familia humilde en Kingston. Su padre era trabajador portuario. Se aficionó a la música escuchando la radio, colaborando después con grupos folclóricos locales, con una compañía de ópera aficionada, y estudiando en la Jamaican School of Music. Su familia le envió a estudiar a Nueva York, donde consiguió una beca que le permitió continuar sus estudios en la Escuela Juilliard, con el bajo Giorgio Tozzi.
Su debut operístico se produjo en la misma escuela Juilliard, en la ópera Huckleberry Finn, de Hall Overton. En 1974 apareció como Colline en La Bohème, en la New York City Opera. En 1976 debutó en Londres, con la English National Opera, en el papel de Séneca en La coronación de Popea. Ese mismo año protagonizó la primera grabación completa de Porgy and Bess (con la Orquesta de Cleveland y Lorin Maazel). Desde entonces ha cantado en los mayores teatros del ópera del mundo: Metropolitan Opera, Covent Garden, Ópera de París, Ópera de San Francisco, Ópera de Los Ángeles, Teatro Real de Madrid, Festival de Salzburgo, Festival de Glyndebourne, Festival de Aix-en-Provence, etc.
Además de abarcar un amplio rango del repertorio tradicional para bajo-barítono (Mozart, Haendel, Rossini, Verdi, Puccini o Wagner), White ha frecuentado repertorios menos habituales, como el Barbazul de Bartók, Goulaud en Pelléas et Mélisande, Tchélio en L'amour des trois oranges, San Francisco en Saint François d’Assise, Nekrotzar en Le Grand Macabre, Claggart en Billy Budd, Nick Shadow en The rake’s progress, o los protagonistas de Borís Godunov o Jovánschina.
Dos de los papeles más memorables de su carrera han sido el Mefistófeles de La condenación de Fausto, de Berlioz, que interpretó en 1999 en la Felsenreitschule de Salzburgo, dirigido por La fura dels baus, y el protagonista de Porgy and Bess, que ha cantado en teatros de todo el mundo, y en la producción televisiva de 1993, dirigida por Trevor Nunn y Simon Rattle.
Además de ser un gran cantante de ópera, es un actor de talento, lo cual ha demostrado con sus participaciones en producciones de teatro hablado, como el Otelo de 1989 con la Royal Shakespeare Company.